# Dexosarcophaga wyatti
Dexosarcophaga wyatti är en tvåvingeart som beskrevs av Mello-patiu och Thomas Pape 2000. Dexosarcophaga wyatti ingår i släktet Dexosarcophaga och familjen köttflugor.
Artens utbredningsområde är Guyana. Inga underarter finns listade i Catalogue of Life.